# Keg Purnell
Keg Purnell (7 januari 1915 - 25 juni 1965) was een Amerikaanse swing-drummer. Hij was beïnvloed door Chick Webb en Big Sid Catlett.
Purnell studeerde aan het West Virginia State College (1932-1934) en speelde in die tijd met de Campus Revellers. Hij toerde met King Oliver (1934-1935) en was daarna freelancer. Ook had hij eigen groepen. In 1939 werkte hij met Thelonious Monk. In de jaren veertig speelde hij bij de bands van Benny Carter (1939-1940), Claude Hopkins (1941-1942) en Eddie Heywood (1942-1952). Hij nam op met Rex Stewart, Teddy Wilson en Willie "The Lion" Smith. Later in zijn carrière speelde hij met Snub Mosley (vanaf 1957). Purnell heeft nooit opnames als leider gemaakt.